# Baia di Mannin
La baia di Mannin (Mannin Bay in inglese) è la più meridionale delle cinque baie occidentali della contea di Galway situate vicino Clifden. A differenza di quelle settentrionali, formate per lo più da foci di piccoli fiumi e torrenti, la baia di Mannin ha una forma grosso modo circolare. Il centro principale dell'insenatura è Ballinaboy.